# Entosthodon obtusifolius
Entosthodon obtusifolius là một loài Rêu trong họ Funariaceae. Loài này được Hook. f. mô tả khoa học đầu tiên năm 1840.